# Thandi (rinoceronte)
Thandi es una hembra de rinoceronte blanco del sur que vive en la Reserva de Caza Kariega en el Cabo Oriental, Sudáfrica. Es el primer rinoceronte conocido que sobrevivió a un ataque de cazadores furtivos. 

## Fondo
La rinoceronta nació y creció en Kariega Game Reserve con varios otros de su especie. Después del ataque, la llamaron Thandi, una palabra suajili que significa "coraje".

## Ataque de furtivos
El 2 de marzo de 2012, Thandi y otros dos rinocerontes fueron cazados furtivamente en la reserva. Uno murió durante la noche, pero los conservacionistas de vida silvestre encontraron a Thandi y al otro rinoceronte todavía vivos. Con la ayuda de otros conservacionistas, el Dr. William Fowlds trató a los rinocerontes por sus heridas y les suministró fármacos, antibióticos para prevenir la infección y calmantes para el dolor. El otro rinoceronte, un macho que fue llamado Themba, sobrevivió un mes más antes de sucumbir a sus heridas, pero los conservacionistas lograron salvar a Thandi. Se sospecha que los cazadores furtivos dispararon dardos tranquilizantes a los rinocerontes y utilizaron un machete para descornarlos, dejándolos luego desangrándose. 

## Cría
Casi tres años después del ataque, Thandi dio a luz a su primera cría el 13 de enero de 2015. 